# Труфановка
Труфановка (рос. Труфановка) — село у Одинцовському районі Московської області Російської Федерації.

## Розташування
Село Труфановка входить до складу міського поселення Кубинка, воно розташовано поруч з Можайським шосе. Найближчі населені пункти Болтино, Дубки.

## Населення
Станом на 2006 рік у селі проживало 11 осіб.